# Melissodes comptoides
Melissodes comptoides es una especie de abeja del género Melissodes, tribu Eucerini, familia Apidae. Fue descrita científicamente por Robertson en 1898.

## Descripción
Los machos miden 10-13 milímetros de longitud y las hembras 12,5-13 milímetros.

## Distribución
Se distribuye por México y Estados Unidos.